# 1389
Il 1389 (MCCCLXXXIX in numeri romani) è un anno  del XIV secolo.

## Eventi
- 15 giugno - Battaglia del Kosovo: i turchi sconfiggono serbi e bosniaci, acquisendo completo controllo dei Balcani.
- 15 ottobre - Muore il papa Urbano VI; il suo successore sarà Bonifacio IX.
- Un terremoto danneggia la Valnerina.

## Nati
- 1º marzo - Antonino Pierozzi, teologo, arcivescovo cattolico e letterato italiano († 1459)
- 20 giugno - Giovanni Plantageneto, I duca di Bedford, nobile britannico († 1435)
- 1º settembre - Puccio Pucci, politico italiano († 1449)
- 9 settembre - Pierre de Rieux, militare francese († 1439)
- 20 settembre - Lucrezia Ordelaffi, nobile italiana († 1404)
- 27 settembre - Cosimo de' Medici, politico e banchiere italiano († 1464)
- 9 novembre - Isabella di Valois, francese († 1409)
- 15 novembre - Ibn 'Arabshah, storico e viaggiatore arabo († 1450)
- 5 dicembre - Zbigniew Oleśnicki, cardinale e vescovo cattolico polacco († 1455)
- 24 dicembre - Giovanni VI di Bretagna, nobile francese († 1442)
- Benedetto Barzi, giurista e diplomatico italiano († 1459)
- Niccolò Fortebraccio, nobile e condottiero italiano († 1435)
- Bruno Mazzei, orafo italiano († 1470)
- Giovanni III di Meclemburgo-Stargard, duca
- Cristoforo Nicelli, giurista italiano († 1482)
- Giuliano Ricci, arcivescovo cattolico italiano († 1461)
- Bernardino Ubaldini, condottiero italiano († 1437)
- Giovanni Rocco de' Porzi, religioso italiano († 1461)
- Filippo di Nevers, conte († 1415)

## Morti
- 3 gennaio - Rodolfo Visconti, italiano (n. 1358)
- 18 gennaio - Luca Ridolfucci Gentili, cardinale e vescovo cattolico italiano
- 5 febbraio - Artale I Alagona, nobile, politico e militare italiano (n. 1320)
- 14 febbraio - Gérard du Puy, cardinale francese
- 2 marzo - Guillaume de Lestrange, arcivescovo cattolico francese
- 30 aprile - Michele Berti da Calci, religioso italiano
- 19 maggio - Demetrio di Russia, principe russo (n. 1350)
- 10 giugno - Bonaventura Badoer da Peraga, teologo e cardinale italiano (n. 1332)
- 23 giugno - Pierre d'Orgemont, politico francese (n. 1315)
- 28 giugno - Lazar Hrebeljanović, condottiero e santo serbo (n. 1329)
- 28 giugno - Murad I, sultano ottomano (n. 1326)
- 28 giugno - Miloš Obilić, cavaliere serbo
- 28 giugno - Yakub Çelebi, principe ottomano (n. 1362)
- 23 luglio - Guglielmo di Capua, cardinale italiano
- 29 luglio - Niccolò Caracciolo Moschino, cardinale italiano
- 10 agosto - Pierre Amiehl de Brénac, cardinale e arcivescovo cattolico francese
- 25 agosto - Nicolò Zanasio, arcivescovo cattolico italiano
- 11 settembre - Pimen, religioso russo
- 15 ottobre - Papa Urbano VI, papa e arcivescovo cattolico italiano
- 31 dicembre - Elias Raymond, religioso francese
- Baha al-Din Naqshband Bukhari, mistico arabo (n. 1318)
- Filippo Carafa della Serra, cardinale italiano
- Conforto da Costozza, scrittore italiano
- Guido III da Polenta, nobile italiano
- Hayam Wuruk, sovrano indonesiano (n. 1334)
- Isabella de la Cerda, principessa (n. 1329)
- Luca di Tommè, pittore italiano
- Marco IV di Alessandria, arcivescovo ortodosso egiziano
- Giberto I Pio, condottiero italiano
- Kera Tamara di Bulgaria, principessa bulgara (n. 1340)
- Bonifacio Vitalini, giurista e presbitero italiano

## Calendario
| Calendario 1389 | Calendario 1389 | Calendario 1389 | Calendario 1389 | Calendario 1389 | Calendario 1389 | Calendario 1389 | Calendario 1389 | Calendario 1389 | Calendario 1389 | Calendario 1389 | Calendario 1389 | Calendario 1389 | Calendario 1389 | Calendario 1389 | Calendario 1389 | Calendario 1389 | Calendario 1389 | Calendario 1389 | Calendario 1389 | Calendario 1389 | Calendario 1389 | Calendario 1389 | Calendario 1389 | Calendario 1389 | Calendario 1389 | Calendario 1389 | Calendario 1389 | Calendario 1389 | Calendario 1389 | Calendario 1389 | Calendario 1389 | Calendario 1389 |
| --------------- | --------------- | --------------- | --------------- | --------------- | --------------- | --------------- | --------------- | --------------- | --------------- | --------------- | --------------- | --------------- | --------------- | --------------- | --------------- | --------------- | --------------- | --------------- | --------------- | --------------- | --------------- | --------------- | --------------- | --------------- | --------------- | --------------- | --------------- | --------------- | --------------- | --------------- | --------------- | --------------- |
|                 | 1               | 2               | 3               | 4               | 5               | 6               | 7               | 8               | 9               | 10              | 11              | 12              | 13              | 14              | 15              | 16              | 17              | 18              | 19              | 20              | 21              | 22              | 23              | 24              | 25              | 26              | 27              | 28              | 29              | 30              | 31              |                 |
| Gennaio         | Ve              | Sa              | Do              | Lu              | Ma              | Me              | Gi              | Ve              | Sa              | Do              | Lu              | Ma              | Me              | Gi              | Ve              | Sa              | Do              | Lu              | Ma              | Me              | Gi              | Ve              | Sa              | Do              | Lu              | Ma              | Me              | Gi              | Ve              | Sa              | Do              |                 |
| Febbraio        | Lu              | Ma              | Me              | Gi              | Ve              | Sa              | Do              | Lu              | Ma              | Me              | Gi              | Ve              | Sa              | Do              | Lu              | Ma              | Me              | Gi              | Ve              | Sa              | Do              | Lu              | Ma              | Me              | Gi              | Ve              | Sa              | Do              |                 |                 |                 |                 |
| Marzo           | Lu              | Ma              | Me              | Gi              | Ve              | Sa              | Do              | Lu              | Ma              | Me              | Gi              | Ve              | Sa              | Do              | Lu              | Ma              | Me              | Gi              | Ve              | Sa              | Do              | Lu              | Ma              | Me              | Gi              | Ve              | Sa              | Do              | Lu              | Ma              | Me              |                 |
| Aprile          | Gi              | Ve              | Sa              | Do              | Lu              | Ma              | Me              | Gi              | Ve              | Sa              | Do              | Lu              | Ma              | Me              | Gi              | Ve              | Sa              | Do              | Lu              | Ma              | Me              | Gi              | Ve              | Sa              | Do              | Lu              | Ma              | Me              | Gi              | Ve              |                 |                 |
| Maggio          | Sa              | Do              | Lu              | Ma              | Me              | Gi              | Ve              | Sa              | Do              | Lu              | Ma              | Me              | Gi              | Ve              | Sa              | Do              | Lu              | Ma              | Me              | Gi              | Ve              | Sa              | Do              | Lu              | Ma              | Me              | Gi              | Ve              | Sa              | Do              | Lu              |                 |
| Giugno          | Ma              | Me              | Gi              | Ve              | Sa              | Do              | Lu              | Ma              | Me              | Gi              | Ve              | Sa              | Do              | Lu              | Ma              | Me              | Gi              | Ve              | Sa              | Do              | Lu              | Ma              | Me              | Gi              | Ve              | Sa              | Do              | Lu              | Ma              | Me              |                 |                 |
| Luglio          | Gi              | Ve              | Sa              | Do              | Lu              | Ma              | Me              | Gi              | Ve              | Sa              | Do              | Lu              | Ma              | Me              | Gi              | Ve              | Sa              | Do              | Lu              | Ma              | Me              | Gi              | Ve              | Sa              | Do              | Lu              | Ma              | Me              | Gi              | Ve              | Sa              |                 |
| Agosto          | Do              | Lu              | Ma              | Me              | Gi              | Ve              | Sa              | Do              | Lu              | Ma              | Me              | Gi              | Ve              | Sa              | Do              | Lu              | Ma              | Me              | Gi              | Ve              | Sa              | Do              | Lu              | Ma              | Me              | Gi              | Ve              | Sa              | Do              | Lu              | Ma              |                 |
| Settembre       | Me              | Gi              | Ve              | Sa              | Do              | Lu              | Ma              | Me              | Gi              | Ve              | Sa              | Do              | Lu              | Ma              | Me              | Gi              | Ve              | Sa              | Do              | Lu              | Ma              | Me              | Gi              | Ve              | Sa              | Do              | Lu              | Ma              | Me              | Gi              |                 |                 |
| Ottobre         | Ve              | Sa              | Do              | Lu              | Ma              | Me              | Gi              | Ve              | Sa              | Do              | Lu              | Ma              | Me              | Gi              | Ve              | Sa              | Do              | Lu              | Ma              | Me              | Gi              | Ve              | Sa              | Do              | Lu              | Ma              | Me              | Gi              | Ve              | Sa              | Do              |                 |
| Novembre        | Lu              | Ma              | Me              | Gi              | Ve              | Sa              | Do              | Lu              | Ma              | Me              | Gi              | Ve              | Sa              | Do              | Lu              | Ma              | Me              | Gi              | Ve              | Sa              | Do              | Lu              | Ma              | Me              | Gi              | Ve              | Sa              | Do              | Lu              | Ma              |                 |                 |
| Dicembre        | Me              | Gi              | Ve              | Sa              | Do              | Lu              | Ma              | Me              | Gi              | Ve              | Sa              | Do              | Lu              | Ma              | Me              | Gi              | Ve              | Sa              | Do              | Lu              | Ma              | Me              | Gi              | Ve              | Sa              | Do              | Lu              | Ma              | Me              | Gi              | Ve              |                 |